# الفرز العدي
الترتيب بالعد هو إحدى خوارزميات الترتيب التي تستند على الخانات الموجودة في نطاق محدد. تعمل هذه الخوارزمية عن طريق حساب عد العناصر التي تمتلك قيمة خانة فريدة، ثم حساب موقع كل عنصر في التسلسل المخرج.
تستخدم طريقة الترتيب هذه بكثرة في طرق الترتيب المهتمة بترتيب النصوص مثل طريقة الترتيب المنازلي.